# Pour un sourire d'enfant
Notes
Prix Dupuis 2000 prix de l'Institut de France attribué sur proposition de l’Académie française.
Pour un Sourire d'Enfant (PSE) est une organisation non gouvernementale (ONG) française créée en mars 1996 par Christian et Marie-France des Pallières.
Elle a pour objectif d'aider les enfants défavorisés et déscolarisés du Cambodge en leur offrant la possibilité de sortir de la misère et d'apprendre un métier notamment par le biais de parrainages.
Cette association apolitique et non confessionnelle a reçu le Prix des Droits de l'Homme de la République Française et le prix Dupuis de l'Institut de France en 2000. Christian et Marie-France des Pallières ont tous deux reçu la Légion d'honneur en 2005, et Marie-France a été promue officier de la Légion d'honneur en 2017 (Christian étant décédé en 2016), puis elle a été promue au rang de commandeur de la Légion d'honneur en 2021.

## Histoire
En 1995, Christian et Marie-France des Pallières, en mission humanitaire au Cambodge, découvrent l’horreur de la décharge de Phnom Penh (aujourd’hui fermée). Des centaines d’enfants y travaillent jour et nuit à remuer les ordures pour trouver des déchets à revendre, dans des conditions sanitaires misérables. Pour le couple français, c’est le choc : ils décident immédiatement de « faire quelque chose ».
Au départ, ils construisent une simple paillote pour distribuer des repas sur la décharge. Mais très vite, les Des Pallières se rendent compte qu’ils sont dépassés par la situation, et que les besoins sont immenses. Ils décident alors de rentrer en France pour mobiliser leur entourage et lever des fonds suffisants pour mener une action plus importante. Cette tournée (la première d’une longue série qui se poursuit encore aujourd’hui) est un succès : Christian et Marie-France rentrent à Phnom Penh avec suffisamment d’argent pour construire un établissement, et l’aventure PSE peut commencer.
Depuis ce jour, l’association a redonné le sourire à plus de 12 000 enfants. En prenant en charge l’intégralité de leurs besoins à travers différents programmes (éducation et formation à un métier mais aussi santé, nutrition, protection, hébergement, aide aux familles…), elle leur permet de retrouver un avenir digne.

## Actions
L’association intervient auprès des enfants les plus en détresse (plus de 6 000 chaque année) à travers six programmes principaux :
- Nourrir : l'association a mis en place des repas quotidiens dès ses débuts.
- Soigner: un suivi médical personnalisé et des programmes de nutrition pour les enfants en bas âge.
- Protéger: pour les enfants les plus exposés au danger, des programmes spécialisés ont été mis en place (internat, familles d'accueil, etc.)
- Éduquer et scolariser : les enfants sont pris en charge sur le plan scolaire selon leurs besoins. Ils peuvent soit suivre un parcours classique dans une école publique avec le soutien matériel de PSE, soit intégrer l’école PSE qui propose une méthode de rattrapage scolaire reconnue par le ministère de l’Éducation cambodgien. PSE propose aussi une structure adaptée aux enfants handicapés. PSE s'occupe des enfants dès le plus jeune âge en collaborant notamment avec des partenaires spécialistes de la petite enfance (par exemple Les Parents Zens).
- Former à un métier : créé en 2002, l’Institut PSE est composé de cinq écoles de formation professionnelle et d’une vingtaine de filières. Grâce à des partenaires d’excellence (ESSEC Business School, Norauto, Groupe Serge Comtesse, etc.) et à une formation tournée vers la pratique, près de 100 % de ses 1500 étudiants trouvent un emploi qualifié à la sortie de l’institut.
- Aider les familles : des distributions de riz sont organisées pour compenser le manque à gagner représenté par la scolarisation d’un enfant, ainsi que des formations professionnelles pour les parents et des programmes de relogement.

## Organisation et financement
Pour financer ses programmes, l’association s’appuie essentiellement sur les dons et les parrainages (qui couvrent 70 % du coût des missions sociales), complétés par le mécénat. Ses ressources sont essentiellement privées.
Elle compte 400 bénévoles en France et dans le monde ainsi que 6 salariés en France, ce qui permet de limiter les frais de fonctionnement qui sont seulement de 10 % (frais généraux et frais de collecte). Sur le terrain, à Phnom Penh, ce sont plus de 600 salariés, dont 95 % de Cambodgiens, qui gèrent les différents programmes de l’association : une véritable « machine à détruire la misère » !

## Le documentaireLes Pépites
En octobre 2016 le documentaire Les Pépites, de Xavier de Lauzanne est sorti. Ce film retrace le parcours de l'association,,. Sa sortie est intervenue peu après la mort du fondateur de l’association Christian des Pallières le 24 septembre, à Phnom Penh. Ce documentaire a enregistré près de 200 000 entrées et reçu un excellent accueil critique, aussi bien dans la presse que de la part des spectateurs.
En 2002, le même réalisateur avait déjà coréalisé, pour France 5, un documentaire sur l'association intitulé Pour un sourire d’enfant.
En 2018 les Éditions du Rocher ont soutenu l'association PSE en créant un agenda 2018 dont l'édition est parrainée par Patrice Leconte et Philippe Geluck.
En 2019, le film-documentaire est élu "Meilleur documentaire de la décennie 2010-2019" par le site Allociné. Il a aussi obtenu le prix du meilleur documentaire au French Film Festival COLCOA (Los Angeles)

## Le livrePour un Sourire d'Enfant
En 2021, Marie-France des Pallières, fondatrice de l'association, publie le livre "Pour un Sourire d'Enfant" aux éditions Albin Michel. Il s'agit d'un récit bouleversant, au fil des jours, d'une aventure exceptionnelle initiée par un couple ordinaire. Cette épopée extraordinaire est racontée à deux voix par Marie-France et Christian des Pallières, à travers leurs souvenirs et les pages du journal qu'ils ont tenu depuis 1996.
Frédéric Lopez, journaliste et animateur en rédige la préface.

## La Fondation "Les amis de Pour un Sourire d'Enfant[15]"
Le 11 octobre 2021 est créée la Fondation "Pour un Sourire d'Enfant" sous égide de la Fondation Caritas France. Elle est composée d'un salarié de la Fondation Caritas, d'un représentant de l'association Pour un Sourire d'Enfant et de deux personnalités qualifiées : Blandine Gravereau et Jean-Christophe Crespel.
Le 7 octobre 2024, la fondation change de nom pour devenir "Les amis de Pour un Sourire d'Enfant", tout en renouvelant ses administrateurs.

## Les Théâtrales de Cabourg, au profit de PSE
Depuis 2022, Les Théatrales de Cabourg, organisées par Béatrice et Sébastien Biessy en partenariat avec la ville de Cabourg, est un festival annuel de théâtre créé au profit de l’association Pour un Sourire d’Enfant. Il s'agit d'un évènement de trois jours durant lequel sont jouées quatre pièces de théâtre. Les artistes jouent gratuitement, sont logés chez l’habitant et nourris gratuitement par les restaurants de la ville. Les recettes sont ainsi intégralement reversées à l’association PSE. À titre d’exemple, l’édition 2023 a permis de financer 12 000 jours de scolarité. Les Théâtrales de Cabourg présentent des pièces et des acteurs dont certains ont été récompensés par des Molières. Ainsi, la pièce « Pauline et Carton », jouée lors de l'édition 2024, dans laquelle Christine Murillo, cinq fois récompensée par un Molière, tient le rôle-titre, remporte en 2025 le Molière seul en scène . La pièce « Courgette », jouée dans l’édition 2025, remporte en 2024 le Molière de la Comédienne dans un spectacle de théâtre public pour l’actrice Vanessa Cailhol.